# Nova Brasilândia d'Oeste
Nova Brasilândia d'Oeste là một đô thị thuộc bang Rondônia, Brasil. Đô thị này có diện tích 1155,35 km², dân số năm 2007 là 17170 người, mật độ 14,86 người/km².